# 스위스 자유민주당
스위스 자유민주당(독일어: FDP.Die Liberalen, 에프디피. 디 리버랄른[*], 프랑스어: Libéraux-Radicaux, PLR, 이탈리아어: I Liberali, PLR, 로만슈어: Ils Liberals, PLD)은 스위스의 자유주의 정당이다. 스위스의 하원인 국민의회에서는 29석, 상원인 전주의회에서는 12석을 보유하고 있다. 공식 명칭은 자유민주당. 진보주의자이다. 경제적으로는 우파로 분류되어 독일의 자유민주당과 마찬가지로 진보적 우파로 분류된다. 자유주의, 보수자유주의, 자유지상주의의 스펙트럼을 가지고있고, 일부 진보주의를 표방하는 의원도 있어 스위스 녹색자유당과 비슷하다. 2019년 총선에서 사민당에 이어 3위를 하였다.